# Oratorio di Marano Vecchio
L'oratorio di Marano Vecchio è situato nel sobborgo storico di Marano sul Panaro. Tale edificio è il luogo di culto più antico attestato sul territorio di quel comune.

## Storia
Le prime informazioni sull'Oratorio risalgono al 1530, quando era dedicato a San Lorenzo Martire.  A seguito della costruzione della Chiesa grande di Marano, questa venne intitolata allo stesso San Lorenzo, mentre il vecchio Oratorio venne dedicato a Sant'Antonio da Padova.
Con il passare del tempo l'Oratorio, da principale luogo di culto di Marano, venne trascurato e, gradualmente, abbandonato a sé stesso.  Da decenni non viene più utilizzato per la messa domenicale, ma solo per i momenti di preghiera, in particolare per il Santo Rosario del mese di maggio, senza escludere talune celebrazioni liturgiche di Sante Messe.
Sino al 2005 ogni 13 giugno si svolgeva anche la Sagra di Sant'Antonio da Padova, festa grande per gli abitanti del borgo.  Nonostante per motivi finanziari la ristrutturazione dell'Oratorio subisca molti ritardi, nel 2008 ritorna la festa dal 13 al 15 giugno.